# Hormonrezeptoren
Ein Hormonrezeptor vermittelt die Wirkung des jeweiligen Hormons an die jeweilige Zelle. Da Hormone über die Blutbahn alle Gewebe erreichen können, die Funktion eines Hormons aber auf bestimmte Gewebe beschränkt werden soll, spielt die gewebsspezifische Expression des Hormonrezeptors eine wichtige Rolle im endokrinen Geschehen. Die meisten Hormone besitzen einen Rezeptor, allerdings gibt es für bestimmte Hormone wie z. B. das Somatostatin bis zu fünf Rezeptoren, die in verschiedenen Kombinationen auf den unterschiedlichen Zielzellen angetroffen werden und die auch unterschiedliche Signalvermittlungen auslösen.

## Membran-Rezeptor-Typen
Es gibt verschiedene Hormonrezeptor-Typen, die sich in ihrer Struktur, der Platzierung in der Zelle und in den von ihnen ausgelösten Wirkungen deutlich unterscheiden:

### Heptahelikale Transmembran-Rezeptoren
Bei diesen Rezeptoren dringt die Protein-Kette siebenmal durch die Zellmembran. Dadurch entstehen zwischen den Membrandurchgängen sowohl auf der Außenseite der Zelle als auch in der Zelle Schleifen der Polypeptid-Kette. Die äußeren Schleifen mit dem N-terminalen Rest bilden die Bindungsstelle für das jeweilige Hormon, die inneren Schleifen koppeln dagegen an GTP-bindende Proteine, nämlich G-Proteine. Fast alle Peptidhormone, sowie die Glykoproteinhormone, aber auch Katecholamine binden an solche Heptahelikale Transmembran-Rezeptoren. Diese Art von Rezeptoren ist nicht nur auf Hormone beschränkt, sondern es gehören z. B. auch die Rhodopsin-Rezeptoren, die Lichtimpulse messen, zu diesem Rezeptor-Typ; auch Rezeptoren für Neurotransmitter wie Serotonin oder Glutamat, gehören zu diesen Rezeptoren.
Durch die Rezeptor-Hormon-Bildung an der Außenseite der Zelle werden auf der Zellmembraninnenseite G-Proteine gebunden und aktiviert. Diese aktivierten G-Proteine können verschiedene intrazelluläre Signalkaskaden anschalten:
- Bildung von cAMP durch Aktivierung der Adenylylcyclase
- Bildung von cGMP durch Aktivierung der Guanylylcyclase
- Aktivierung von Phospholipase und dadurch Freisetzung von Diacylglycerin und Inositoltrisphosphat, Phosphorylcholin, auch von Arachidonsäure und damit Auslösung der Prostaglandin- und Thromboxan-Bildung
- Aktivierung der Sphingomyelinase und Bildung von Ceramiden und Phosphorylcholin

cAMP, cGMP, Diacylglycerin, Inositoltrisphosphat usw. sind intrazelluläre Botenstoffe, die in den Zellen weitere Signale auslösen. Da Hormone als die Primären Botenstoffe bezeichnet wurden, prägte man für diese Substanzen den Begriff Sekundäre Botenstoffe.

### Hormonrezeptoren mitTyrosinkinase-Aktivität
Der Insulin-Rezeptor ist ein Rezeptor mit Tyrosin-Kinase-Aktivität (vergl. Rezeptor-Tyrosinkinase; RTK). Er besteht aus je zwei alpha- und zwei beta-Ketten und gilt als Prototyp der Klasse II der RTK. Daneben gibt es einkettige Hormon-RTK wie die Rezeptoren für PDGF, VEGF oder CSF-1, die zur Klasse V der RTK gehören. Die Rezeptoren für die Insulin-ähnlichen Wachstumsfaktoren (IGF-R) gehören auch zu den Klasse II-RTK.

### Hormonrezeptoren mitSerin/Threoninkinase-Aktivität
Zu diesen gehören die Rezeptoren für Aktivin und Inhibin (ACV-R und INH-R) und die Rezeptoren für den Transformierenden Wachstumsfaktor-Rezeptor (TGF-R). Bindung von Inhibin an den INH-R führt zur Serin-Phosphorylierung von SMAD5, das nach Wanderung in den Zellkern dort an Genpromotoren bindet und Proteinsynthese stimuliert.

### Membranständige Guanylat-Zyklasen
Die Rezeptoren für Hormone von Krebsen, die zur Familie der Crustaceen-Hyperglykämischen Hormone (CHH) und Häutungshemmenden Hormone (MIH) gehören, sind membranständige Guanylat-Zyklasen, die intrazellulär durch die Erhöhung von cGMP die Signalvermittlung auslösen.

### Membranrezeptoren ohne Kinase-Aktivität
Der Prototyp dieser Rezeptorfamilie ist der Rezeptor für den Granulozyten-Kolonie-stimulierenden Faktor (G-CSF). Hormone wie Leptin, Prolaktin und Wachstumshormon (Somatotropin) binden an Rezeptoren dieser Rezeptorfamilie.
Die Rezeptoren sind selbst nicht enzymatisch aktiv. Nach der Bindung zweier Hormone an jeweils einen Rezeptor aggregieren die beiden Rezeptoren. Dadurch wird eine Bindungsstelle für ein STAT-Protein geschaffen. Dieses übernimmt dann die Signalvermittlung.

## Intrazelluläre Kernrezeptoren
Die Rezeptoren für das Schilddrüsenhormon (Trijodthyronin), für die Steroid-Hormone und für Vitamin D3, für Retinsäuren und für Gallensäuren sind intrazelluläre Rezeptoren, die sich im Zellkern befinden. Dafür müssen die Hormone in den Kern diffundieren. Für einen aktiven Transport in den Zellkern gibt es keine Hinweise. Durch die Bindung z. B. zweier Testosteron-Moleküle an jeweils einen Androgenrezeptor können die Rezeptoren dimerisieren und als Transkriptionsfaktoren direkt an charakteristische DNA-Bindemotive koppeln. Dies führt zur Genaktivierung.
Während bei Membranrezeptoren die Anwesenheit des Rezeptors auf der Zelloberfläche die Bindung des Hormons auslösen kann, scheinen bei intrazellulären Kernrezeptoren die Hormone in alle Zellen diffundieren zu müssen, um in den wenigen Zellen, die dann den Kernrezeptor tatsächlich haben, Signale auslösen zu können. Eine solche Überschwemmung mit Steroiden oder Schilddrüsenhormon könnte eventuell die verzögerten Reaktionen auf diese Hormone erklären. Andererseits besteht die Möglichkeit, da Steroid im Blut an das Steroid-bindende Globulin (SBG) gebunden sind, dass die Rezeptor-exprimierende Zelle die Dissoziation des Steroid/SBG-Komplexes allein dadurch auslöst, dass durch Bindung von Steroid an den Rezeptor die aktuelle Hormonkonzentration erniedrigt wird.

## Hormonrezeptoren und Gendefekte
- Therapieresistenz trotz Hormonsubstitution:

Wenn die Bildung eines Hormons durch eine Mutation im Hormon-Gen gestört ist, kann heute in vielen Fällen eine Therapie mit synthetisch hergestellten Hormonen die Ausfälle mildern helfen. Wenn dagegen das Rezeptor-Gen einen Defekt aufweist, hat eine Substitutionstherapie keinen Erfolg, da auch das von außen zugeführte Hormon am defekten Rezeptor keine Aktivität auslösen kann. Diese Art der Therapieresistenz lässt sich zurzeit nicht überwinden.
- Auslöser des Prostatakarzinoms

Das Androgen-Rezeptor-Gen enthält ein CAG-Repeat, bei dem die Nukleotid-Sequenz wiederholt vorkommt und das im Androgenrezeptor einen Oligo-Glutamin-Abschnitt erzeugt. Bei Prostatakarzinom-Patienten hat man gefunden, dass dieses Repeat weniger Wiederholungen hat als bei Gesunden.

### Bücher
- P. Reed Larsen u. a.: Williams Textbook of Endocrinology. 10. Auflage. Saunders, Philadelphia, PA 2003, ISBN 0-7216-9184-6.
- Bernhard Kleine, Winfried Rossmanith: Hormone und Hormonsystem. Springer Verlag, 2007, ISBN 978-3-540-37702-3. (Kap. 5: Hormonrezeptoren)